# 香江花月夜 (1995年電影)
《香江花月夜》（英語：Hong Kong Graffiti），是一部1995年上映的香港時裝音樂電影，由資深音樂人泰迪羅賓身兼監製、導演、配樂及主演，其他主要演員包括鄭嘉穎、曹永廉、陳藝鳴，亦是三人首次演出電影。故事橫跨1960至1990年代，以一家夜總會與當中的駐唱歌手為主線，反映香港社會與流行音樂文化的變遷。但在票房及口碑上皆不成功，泰迪羅賓在此後多年未有再執導電影，直至2010年代。

## 故事大綱
故事從1967年開始，6歲的張家穎是香江夜總會廁所清潔工的兒子，常在該夜總會裡流連，他與年齡相近的擦鞋童高志是好友。當時香港正值英語流行曲盛行時期，當紅的搖滾歌星Johnny K在夜總會演唱，甚受歡迎，高志請求張家穎幫忙取得Johnny的簽名照片，以出售圖利。夜總會經理梁炳之女梁靜兒也在該年出生。
1973年，家穎與高志時在夜總會裡當幫工，並跟年幼的靜兒玩耍。該年股市飆升，夜總會東主李老闆與很多員工都沉迷炒賣股票。同時，英語流行曲的潮流被國語流行曲取代，Johnny的事業步入低潮，不情願地接受了梁炳的邀請，成為香江夜總會的長期駐唱歌手。口甜舌滑的高志在Johnny酒醉時，哄得他收自己與家穎為徒。不久，七三股災爆發，不少人傾家蕩產，李老闆、家穎的父親、梁炳的妻子都跑路了，梁炳成功團結一眾員工維持夜總會運作，渡過難關。
1979年，粵語流行曲已崛起，高志與家穎得到在夜總會表演的機會（高志演唱，家穎伴奏）；Johnny一直想創作粵語歌，但久久未能完成。1984年，粵語流行曲持續發展，是年靜兒赴外國留學。1987年，Johnny開始向音樂界的朋友推薦高志與家穎，希望他們在樂壇出道，但不被看好；Johnny寫成自己的粵語歌不枉此生，向梁炳演唱，但期間梁炳失去知覺，悄然離世。靜兒返回香港接掌夜總會，高志與家穎均喜歡上她，另一方面兩人亦獲小型唱片公司簽約，組成The Marbles出道。內斂的家穎寫了一首情歌只愛你，但他選擇把歌讓給高志，高志憑歌寄意，向梁靜兒求愛成功，只愛你亦成為The Marbles出道初期的作品。1989年，以高志為主角的The Marbles已走紅，他意氣風發，背着靜兒與很多女性交往。The Marbles在音樂頒獎禮上獲獎，高志致辭時對師父隻字不提，酒醉後與尊師重道、不重視名利的家穎爆發衝突，看不起Johnny與家穎的態度意外地在夜總會的廣播中表露無遺，靜兒亦對他的真面目感到失望。一度失落的Johnny決定對家穎進行特訓，讓他作個人發展。後來，The Marbles舉行分道揚鑣演唱會，事後Johnny離開香港。作個人發展的家穎亦走紅，並向靜兒表達愛意。:104
1990年代的某天，香江夜總會拆卸重建在即，家穎在其結業前的一夜舉行演唱會，唱出師父的不枉此生。結束後，家穎獨自在夜總會內緬懷過去，回到香港的Johnny出現在他面前。

## 演員表
| 演員        | 角色           | 演出性質 | 簡介 |
| ----------- | -------------- | -------- | --- |
| 泰迪羅賓    | Johnny K       | 領銜主演 | 1960年代英語流行曲興盛時期，紅極一時的搖滾歌星。1970年代國語流行曲興起後步入低潮，留在香江夜總會擔任駐場歌手多年，並打算創作粵語歌，但至1987年才寫成一首不枉此生。訓練徒弟高志、張家穎成為歌星。                                                                              |
| 鄭嘉穎      | 張家穎（成年） | 領銜主演 | 香江夜總會廁所清潔工之子，1967年時6歲。性格忠厚、害羞。高志的好友，兩人一起成為Johnny K的徒弟，長大後組成The Marbles，在組合中擔任伴奏。後因對名利及師父的迥異態度而拆夥。獨立發展後成為當紅歌手，香江夜總會結業前夜在該處舉行了演唱會。                                      |
| 鄭家維      | 張家穎（童年） | 友情演出 | 香江夜總會廁所清潔工之子，1967年時6歲。性格忠厚、害羞。高志的好友，兩人一起成為Johnny K的徒弟，長大後組成The Marbles，在組合中擔任伴奏。後因對名利及師父的迥異態度而拆夥。獨立發展後成為當紅歌手，香江夜總會結業前夜在該處舉行了演唱會。                                      |
| 鄭家麟      | 張家穎（少年） | 友情演出 | 香江夜總會廁所清潔工之子，1967年時6歲。性格忠厚、害羞。高志的好友，兩人一起成為Johnny K的徒弟，長大後組成The Marbles，在組合中擔任伴奏。後因對名利及師父的迥異態度而拆夥。獨立發展後成為當紅歌手，香江夜總會結業前夜在該處舉行了演唱會。                                      |
| 曹永廉      | 高志（成年）   | 領銜主演 | 無父無母的孤兒，自幼在街上當擦鞋童，擅於辭令及圖利。圓滑機靈，奮鬥心強但為求成功不擇手段。張家穎的好友，兩人一起成為Johnny K的徒弟，長大後組成The Marbles，在組合中擔任主音，出道後走紅，認為家穎只是沾自己的光。後因對名利及師父的迥異態度而拆夥。夜總會結業演出的觀眾之一。 |
| 陳仲達      | 高志（童年）   | 友情演出 | 無父無母的孤兒，自幼在街上當擦鞋童，擅於辭令及圖利。圓滑機靈，奮鬥心強但為求成功不擇手段。張家穎的好友，兩人一起成為Johnny K的徒弟，長大後組成The Marbles，在組合中擔任主音，出道後走紅，認為家穎只是沾自己的光。後因對名利及師父的迥異態度而拆夥。夜總會結業演出的觀眾之一。 |
| 朱威廉      | 高志（少年）   | 友情演出 | 無父無母的孤兒，自幼在街上當擦鞋童，擅於辭令及圖利。圓滑機靈，奮鬥心強但為求成功不擇手段。張家穎的好友，兩人一起成為Johnny K的徒弟，長大後組成The Marbles，在組合中擔任主音，出道後走紅，認為家穎只是沾自己的光。後因對名利及師父的迥異態度而拆夥。夜總會結業演出的觀眾之一。 |
| 陳藝鳴      | 梁靜兒（成年） | 特別介紹 | 夜總會經理梁炳之女，生於六七暴動時，因當時街上危險，在夜總會內由嬉皮士打扮的醫科畢業生接生。童年時常與年長幾歲的張家穎、高志玩耍。父親死後留學歸來，接掌夜總會。聰明能幹亦可愛。先後與高志、家穎相戀。夜總會結業演出的觀眾之一。                                              |
| 黃美棋      | 梁靜兒（童年） | 友情演出 | 夜總會經理梁炳之女，生於六七暴動時，因當時街上危險，在夜總會內由嬉皮士打扮的醫科畢業生接生。童年時常與年長幾歲的張家穎、高志玩耍。父親死後留學歸來，接掌夜總會。聰明能幹亦可愛。先後與高志、家穎相戀。夜總會結業演出的觀眾之一。                                              |
| 江麗娜      | 梁靜兒（少年） | 友情演出 | 夜總會經理梁炳之女，生於六七暴動時，因當時街上危險，在夜總會內由嬉皮士打扮的醫科畢業生接生。童年時常與年長幾歲的張家穎、高志玩耍。父親死後留學歸來，接掌夜總會。聰明能幹亦可愛。先後與高志、家穎相戀。夜總會結業演出的觀眾之一。                                              |
| 陳國新      | 梁炳           | 友情演出 | 夜總會的經理，Johnny K的摰友，邀請Johnny在夜總會長期駐唱。七三股災後團結員工繼續經營。1987年某天一邊看着女兒寄來的信件，一邊聽着Johnny試唱剛寫成的粵語歌不枉此生，悄悄離世。                                                                                                  |
| 陳美琪      | 梁太           | 友情演出 | 梁炳之妻，七三股災後跑路。 |
| 張之亮      | 廁所張         | 友情演出 | 張家穎之父，夜總會的廁所清潔工，好賭。七三股災後跑路，遺下兒子於夜總會。 |
| 楚原        | 李老闆         | 友情演出 | 夜總會本來的東主，七三股災後跑路，失蹤多時。1984年（對白交代為戴卓爾夫人訪北京時跌倒兩年後），與大李老闆現身於夜總會辦公室，授意梁炳繼續全權經營。夜總會結業演出的觀眾之一。                                                                                                  |
| 畢國智      | 星爺           | 友情演出 | 夜總會的印度裔守門護衛（1960年代起）。夜總會結業演出的觀眾之一。 |
| 谷德昭      | 王小晶         | 友情演出 | 夜總會侍應（1960年代起），喜歡拍攝及寫劇本，希望進入影視業。影射王晶。夜總會結業演出的觀眾之一。 |
| 鄭則士      | 盲七           | 友情演出 | 夜總會常客，黑幫老大。1984年時交代他已入獄。夜總會結業演出的觀眾之一。 |
| 苑瓊丹      | 大家姐         | 友情演出 | 夜總會常客，盲七之妻。在盲七入獄後接掌其勢力，1980年代打算投資王小晶的電影。夜總會結業演出的觀眾之一。 |
| 陳輝虹      | 江探長         | 友情演出 | 夜總會常客，與盲七勾結的探長。1984年時交代他已離開香港。夜總會結業演出的觀眾之一。 |
| 王馨平      | 王麗君         | 友情演出 | 1973年在夜總會演出的歌星，演唱月亮代表我的心，影射鄧麗君。 |
| 康鏡賢      | 洪山           | 友情演出 | 1973年在夜總會演出的歌星，有「寶島歌王」之稱，影射青山。片中演唱愛情的代價，但在電影原聲大碟的資料中，此歌演唱者為黎明。 |
| 黎瑞恩      | 徐小燕         | 友情演出 | 1984年在夜總會演出的歌星，演唱風的季節，影射徐小鳳。 |
| 李蕙敏      | 李豔敏         | 友情演出 | 1987年在夜總會演出的歌星，影射梅艷芳。片中演唱夢伴，但在電影原聲大碟的資料中，此歌演唱者為關淑怡。 |
| 張堅庭      | 嘉成表哥       | 友情演出 | 夜總會職員（粵語流行曲興起時期）。1979年十號颶風期間與星爺、王小晶等人打麻將，建議賭術精湛的王小晶寫關於賭術的劇本售予電視台，並表示正等待表妹游泳到香港參加香港小姐競選。夜總會結業演出的觀眾之一。                                                                          |
| 鄒靜        | 李智表妹       | 友情演出 | 嘉成的表妹，1979年十號颶風期間披頭散髮來到夜總會投靠表哥（暗示從中國內地偷渡）。名字影射利智。夜總會結業演出的觀眾之一。 |
| 黃錦江      | 大李老闆       | 友情演出 | 1984年與失蹤多時的李老闆出現在夜總會辦公室，李老闆稱他為自己現在的老闆，九七後生意就是他的。按演員自述此角是高幹。 |
| 白嘉倩      | Debbie         | 友情演出 | Johnny K的舊相好，唱片監製，拒絕協助高志與張家穎出道。 |
| 文雋        | Tommy          | 友情演出 | Debbie之夫。 |
| 成奎安      | 大傻           | 友情演出 | 大家姐的部下。 |
| 羅蘭        | 龍姑           | 友情演出 | 夜總會的清潔工人（梁靜兒接掌時期）。 |
| 潘源良      | Poon           | 友情演出 | Johnny K的朋友，音樂界人士，不看好高志與張家穎的潛力。 |
| John Laudon | John           | 友情演出 | Johnny K的外籍朋友，音樂界人士，不看好高志與張家穎的潛力。 |
| Uncle Ray   | 不明           | 友情演出 | 在音樂頒獎禮上頒發最佳組合獎予The Marbles。 |
| Joe Junior  | Philip         | 友情演出 | Johnny K的朋友，兩人一同觀看了The Marbles的分道揚鑣演唱會。 |
| 待確認      | 嘉嘉           | 不明     | Johnny K的忠實女歌迷，1973年Johnny步入低潮時準備到英國留學，將自己整理多年的剪報交給偶像，鼓勵其振作。1980年代仍有從英國寄信予Johnny。The Marbles分道揚鑣演唱會後，她陪同Johnny離開香港。                                                                                     |

## 創作與製作

### 背景與構思
本片由泰影軒製作有限公司製作。該公司在唱片公司寶麗金的支持下，由具備電影製作經驗的資深音樂人泰迪羅賓創立:142。故事構思源自泰迪羅賓1980年代末在康城影展觀看過的一部關於夜總會興衰的黑白默片，他有意以香港為背景拍一部類似題材的電影，卻沒有投資者感興趣，直至以夜總會歌手為主題的香港舞台劇《我和春天有個約會》及其電影版獲得成功，他才重新提出自己的構思。本片亦被視為有着《我和春天有個約會》的影子。
故事橫跨1960至1990年代，歷經英語流行曲、國語流行曲、粵語流行曲分別興起的時期，道出香港社會與流行音樂文化的變遷。在片中身兼監製、導演、配樂及主演的泰迪羅賓:220，正是1960至70年代英語流行曲熱潮時期香港樂隊的代表人物之一，他自言在故事中融入了自己多年的生活體驗。
劇本由陳錦昌撰寫第一稿，再由李敏、吳文輝撰寫第二及第三稿。替泰影軒製作的電影《青春花火》寫劇本時，女編劇李敏開始認識泰迪羅賓。她亦是作家及填詞人，早年曾是二人女子音樂組合夢劇院的成員，熟悉流行音樂界。李敏亦將劇本改編為小說。

### 選角
三位年青主演鄭嘉穎、曹永廉、陳藝鳴都是首次演出電影。其中鄭嘉穎與曹永廉都是新晉歌手，與角色身份相近；陳藝鳴則是沒有演藝經驗的香港中文大學建築系女生，她在一個卡拉OK歌唱比賽被泰迪羅賓發掘，並通過試鏡獲得是次主演機會。
本片有大量客串演出的角色。其中四位年青歌手王馨平、黎瑞恩、李蕙敏、康鏡賢演繹了各代著名歌手。
能說粵語的印裔角色星爺最初找不到合適人選，最終影星金漢與凌波的兒子畢國智自薦演出，並參與了幕後工作，本片是他踏入電影圈的早期作品。

### 拍攝與製作過程
據當時的報道，本片的成本近港幣一千萬。片中不同年代的夜總會場景在元朗八鄉的嘉龍片場的三廠搭建。1994年11月8日開鏡，原定於該年12月10日殺青，但後來需延期至12月末。期間曾有一名特技演員受傷，住院一周。
故事橫跨多個年代，美術指導袁澄洋在佈景設上採用「舊中有新」的風格；編劇李敏在對白設計亦主張「新舊融合」，迎合1990年代的觀眾。
本片是泰迪羅賓監製的電影首次採用電腦剪接。由於需趕在農曆新年前完成後期製作，他亦首次嘗試在香港進行杜比音響處理。

### 音樂
作為講述樂壇變遷的電影，本片選用了多首不同年代的著名流行歌曲，如月亮代表我的心、愛情的代價、鬼馬雙星、愛的根源、情已逝等，部分經重新編曲。此外亦有原創歌曲，如作為主題曲的不枉此生，部分由泰迪羅賓親自創作，部分由李啟昌、劉諾生（即客串演出的John Laudon）作曲，填詞方面則主要由編劇李敏負責。

## 公映與發行

### 香港
在香港，本片的電影評級為II級，於1995年3月4日至3月10日在東方院線上映，票房為港幣1,123,489元。票房遠低於報稱成本，在多年後的泰迪羅賓專訪中被形容為「票房徹底失敗」，自本片後他直到2010年代才再次執導電影。
正式上映的時間被視為該年賀歲片的第三檔期。早於農曆新年前已進行了慈善首映場，農曆新年期間亦安排過優先場，當時外間估計本片將被安排在賀歲片的第二檔期正式上映，但最終編排到第三檔期。據泰迪羅賓及東方院線的東主黃百鳴解釋，最初確有計劃在賀歲片第二檔期上映，但鑒於本片以新人擔綱，在第二檔期面對常有強勁陣容的競爭對手十分不利，亦宜增加宣傳時間，故在農曆新年前已決定在第三檔期上映，並提前進行宣傳，這手法與東方院線1994年宣傳《我和春天有個約會》相類似，並非臨時改變計劃。

### 台灣
在台灣，本片的電影評級為普通級，由東方星港發行，於1995年5月13日至5月19日上映，票房為台幣39,270元。:71

### 中國內地
據泰迪羅賓的傳記，泰影軒因1993年製作《誘僧》一片而被中國內地列入黑名單，本片成為該公司的解禁之作，1996年12月在第二屆中國珠海電影節參展並獲得多個獎項提名。:144,150-151
1995年至1997年間未有本片在中國內地作商業發行的紀錄。

### 其他
泰盛影視市場推廣公司（Tai Seng）曾發行美國版錄影帶。飛圖二友影碟發行有限公司（Fitto Mobile）曾發行VCD及LD影碟版本， 廣視娛樂有限公司亦曾發行VCD。

## 獎項
| 頒獎年份 | 頒獎典禮                       | 獎項             | 名單                                             | 結果 |
| -------- | ------------------------------ | ---------------- | ------------------------------------------------ | ---- |
| 1995     | 第32屆金馬獎                   | 最佳電影歌曲     | 泰迪羅賓、李啟昌、劉諾生                         | 提名 |
| 1996     | 第15屆香港電影金像獎           | 最佳原創電影歌曲 | 只愛你（作曲：劉諾生；填詞：李敏；主唱：鄭嘉穎） | 提名 |
| 1996     | 第二屆中國珠海電影節「飛龍獎」 | 最佳男配角       | 泰迪羅賓:151                                     | 獲獎 |

## 評論
《電影雙周刊》的影評人襲人認為片中師徒關係，有提醒樂壇後輩不要忘記前輩貢獻之意；Johnny K特訓家穎一段，是強調歌手需練好基本功，具備真材實料，間接抨擊樂壇依賴外表與包裝的風氣。其對本片有不少批評：僅以一家親式的歌廳（夜總會），難以象徵早已發展成熟的流行音樂工業；片中對流行音樂轉變及社會變遷的描寫是「平行並置」，未有顯出兩者的關係，後者往往以簡約、非政治化的形式帶過，「淪為前者的時間指標」，流行音樂如同一個封閉抽離的世界，例如六七暴動時探長勸喻眾人留在夜總會內繼續歌舞昇平，1970年代反貪對夜總會來說只是少了一些常客，六四事件僅以頭縛紅帶憤怒搖滾一番、一邊看電視一邊流淚來表達；片中的對白強調香港本土意識，但在音樂史追溯及人物塑造上，均未對此意識有任何鋪陳，在非政治化的歷史描寫下，更是顯得唐突。其總結為本片被（泰迪羅賓的）個人情意所局限，「夾在個人化的歷史與宏觀紀要之間，兩不討好」。
《東周刊》的影評人韋軒指出，相比舞台劇改編的《我和春天有個約會》，本片電影感濃烈。但片中對樂壇的人和事只流於一般的展現，以泰迪羅賓的個人投射為主，「由一種自我膨脹，到另一種自憐自傷的哀歎」；對於傳統式的師徒關係及商業社會的無情，也是「只作個人憐傷，而未能提煉出人情練達反思」。三名新人主角表現不俗，惟陳藝鳴的氣質未能進一步發揮；扮演各代著名歌星的年青歌手亦頗神似。他認為夜總會經理梁炳的離世，是全片最有味道的一幕。
《壹週刊》的影評人果忍指出本片曾以香港流行音樂的「史詩」作為宣傳字眼，但期待「史詩」的觀眾反而容易失望，本片比較適合視作愛情勵志片。1990年代的轉變亦未有展現。
外籍影評人John Charles給出3/10的評分，他對本片的形容包括一廂情願（just plain wishful thinking）、老套（trite）、角色塑造片面（peopled solely with one-dimensional characters）、沒趣（leadenly unfunny）、節奏被拖慢得好像比影片時長還要長（seems to drag on for much longer than its running time）等。但他亦讚揚了王馨平及李蕙敏演繹前輩歌手的表現。
泰迪羅賓回想本片，指出音樂片在香港難以成功，他說道：「我的想法沒有錯，只是拍得不夠好。」

## 外部連結
- 香港影庫上《香江花月夜》的資料（繁體中文）
- 互联网电影数据库（IMDb）上《香江花月夜》的资料（英文）
- 豆瓣电影上《香江花月夜》的資料 （简体中文）